# Paul Sakolowski
Paul Sakolowski (* 14. August 1872 in Danzig; † 15. September 1913 in Leipzig) war ein deutscher Klassischer Philologe und Publizist.

## Leben
Paul Sakolowski besuchte das Wettiner Gymnasium in Dresden. Nach der Reifeprüfung (1890) studierte er Philosophie, Klassische Archäologie und Geschichte an der Universität Leipzig, wo ihn besonders der Latinist Otto Ribbeck prägte. Er wurde Mitglied des Klassisch-Philologischen Vereins Leipzig im Naumburger Kartellverband. 1893 wurde er mit einer Dissertation über die Anthologia Palatina zum Dr. phil. promoviert.
Durch Ribbecks Vermittlung erhielt Sakolowski zum 1. Juli 1894 eine Stelle an der Universität Göttingen. Hier war er unter der Aufsicht von Friedrich Leo für die Vorarbeiten zum Thesaurus Linguae Latinae verantwortlich. Als Sekretär des Göttinger Thesaurus-Büros koordinierte er die Materialsammlung der studentischen Hilfskräfte; er selbst exzerpierte die Gedichte des Gorippus und die Schrift De ave phoenice von Lactantius und revidierte die Sammlungen der Carmina paganorum.
Neben der Arbeit für den Thesaurus beteiligte sich Sakolowski an editorischen Unternehmen. In Richard Wagners Sammlung der Mythographi Graeci gab er 1896 Parthenii libellus Peri erōtikōn pathēmatōn heraus.
Während seiner Arbeit im Thesaurus-Büro wandte sich Sakolowski immer stärker der zeitgenössischen Musik zu und wurde ein großer Anhänger des Komponisten Richard Wagner. Seine Pflichten als Sekretär vernachlässigte er mehr und mehr, so dass er zum 30. Juni 1899 entlassen wurde. Sein Nachfolger wurde Georg Dittmann, der schon seit 1894 als studentische Hilfskraft an den Geschäften beteiligt war.
In den folgenden Jahren lebte Sakolowski als freier Schriftsteller in Leipzig. Seinen Lebensunterhalt bestritt er hauptsächlich aus seiner schriftstellerischen Tätigkeit. In diese Zeit fällt seine 1905 in zwei Bänden veröffentlichte erste deutsche Gesamtübersetzung der 30 Novellen des Masuccio Salernitano. Er veröffentlichte weiterhin Reiseführer und Aufsätze über Musikgeschichte und zeitgenössische Kunst. Sein umfangreichstes Werk war eine dreibändige Biografie über Ludwig van Beethoven, die als Neubearbeitung der Biografie von Ludwig Nohl erschien.